# Hesione eugeniae
Hesione eugeniae är en ringmaskart som beskrevs av Johan Gustaf Hjalmar Kinberg 1866. Hesione eugeniae ingår i släktet Hesione och familjen Hesionidae. Inga underarter finns listade i Catalogue of Life.